# Pangrapta cinerea
Pangrapta cinerea là một loài bướm đêm trong họ Erebidae.